# Boldogasszony-kápolna (Pannonhalma)

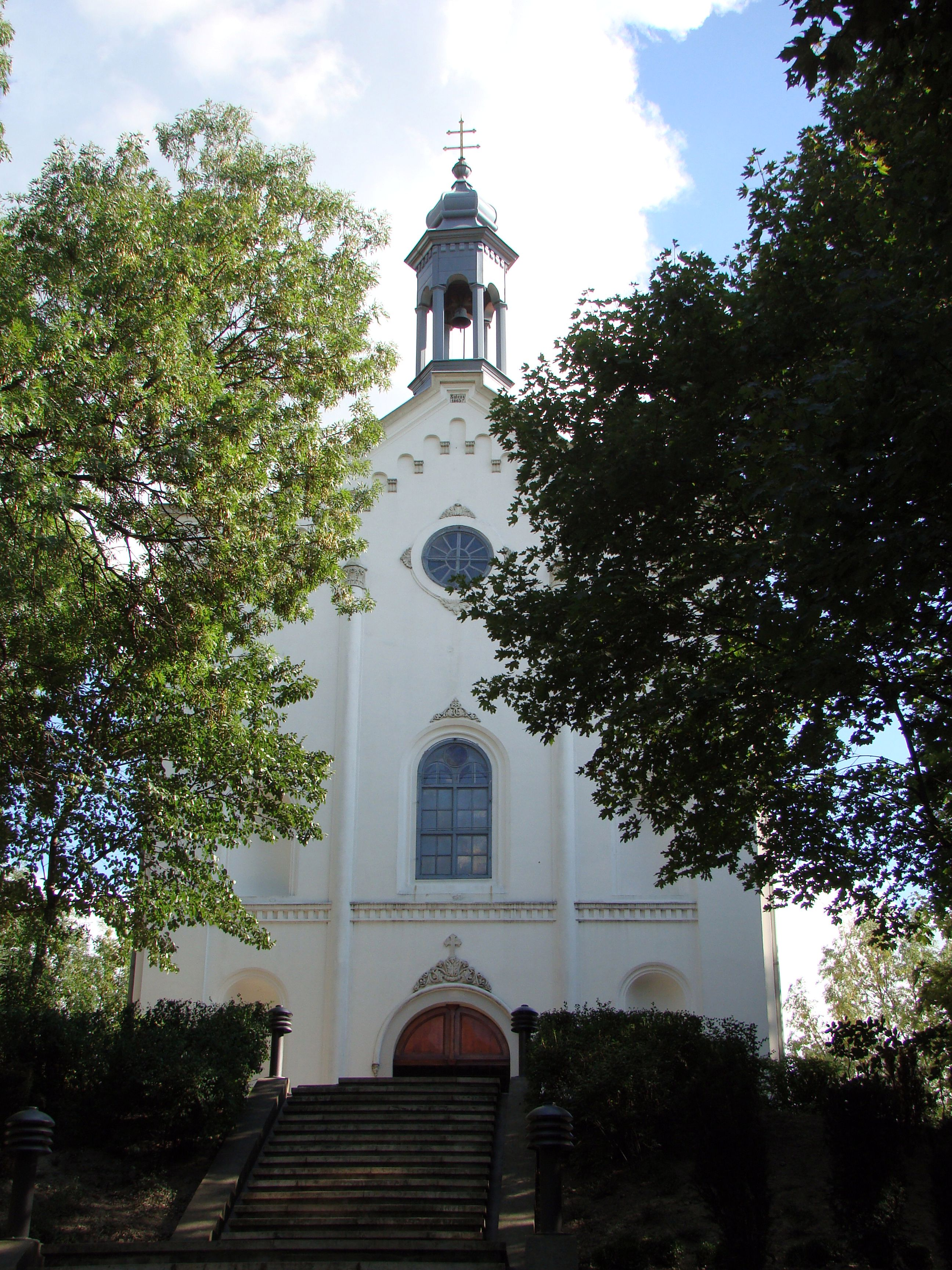
A kápolna látképe

A pannonhalmi Boldogasszony-kápolna és a mellette kialakított kálvária a Pannonhalmi Bencés Főapátság részeként 1996 decembere óta a világ kulturális örökségének része.

## Története
A kápolna nem a főapátság épületegyüttesének része, hanem a szomszédos dombon, az egykori tarisznyavár helyén épült 1714-től. Eredetileg az apátság környékén élő, nem magyar anyanyelvű lakosság plébániatemploma volt. 1724 óta a kápolna alatti kripta a szerzetesek temetkező helye. Az eredetileg barokk stílusú épületet 1865-ben romantikus stílusban megújították. Ekkor készült a falak és a kapuzat jelenleg is látható tagolása és díszítése.

## Az épület
Az észak-déli tájolású, egyhajós templom északi homlokfalát háromszögű oromzat zárja. E fölé ácsolták a harangot befogadó, fa huszártornyot.
A szentélyhez keletről kis sekrestye csatlakozik. A lapos lizénákkal tagolt hajót fiókos dongaboltozat fedi. A hajó és a szentély alatt húzódó kripta dongaboltozatos.

## Berendezése
Szószéke klasszicista stílusú.

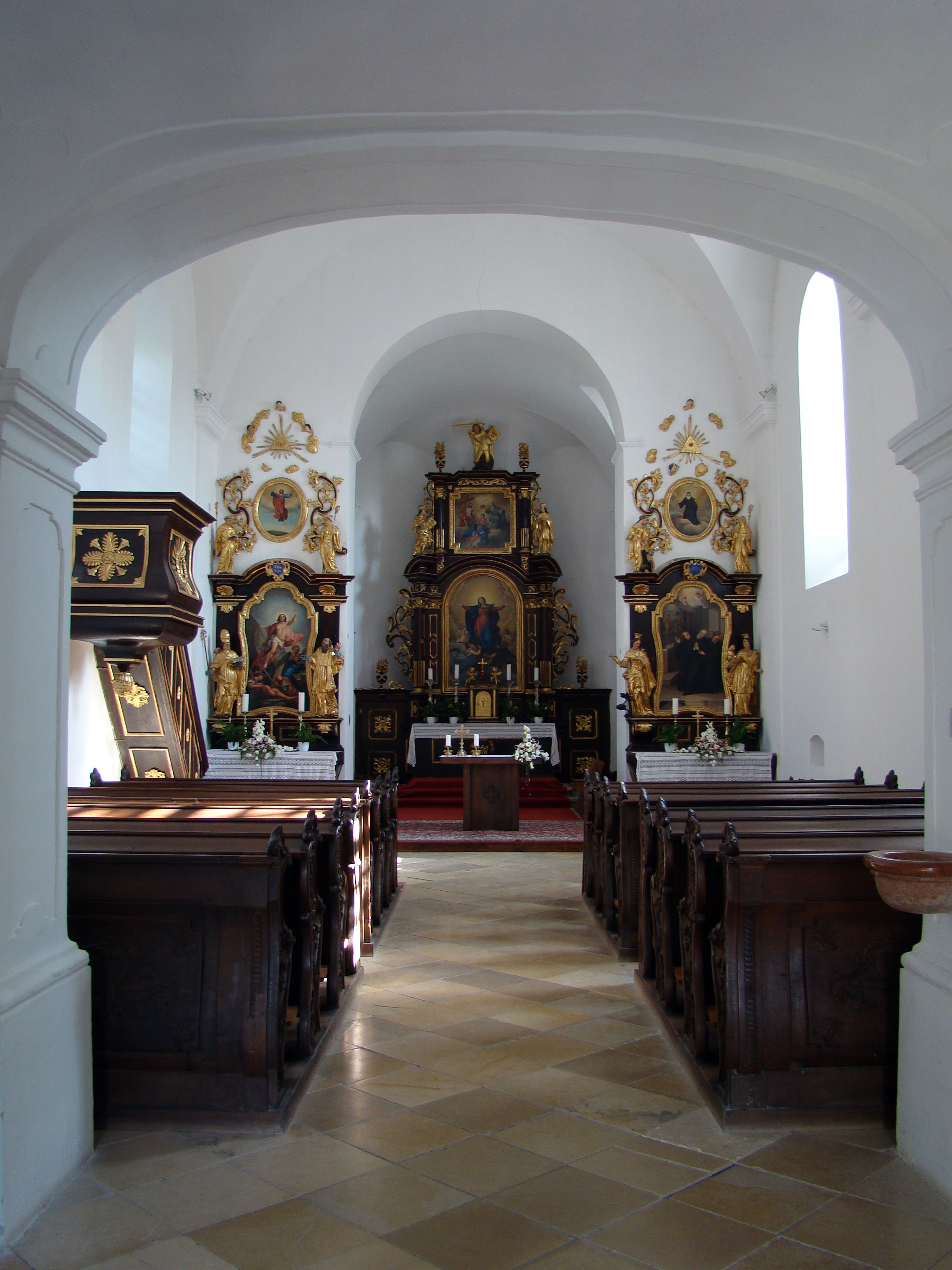
A kápolna belseje

A főoltár oszlopokkal keretelt nagy képe Mária mennybevételét ábrázolja. Az oltárkép fölött szent Imre és szent Kázmér szobra fogja közre a Mária koronázását bemutató oromképet. A tört vonalú koronázó párkány fölött szent Mihály látható.
A két mellékoltár azonos szerkezetű:
- a jobb oldali mellékoltár oltárképe szent Benedek halálát ábrázolja; a kép két oldalán szent Katalin és szent Borbála szobra áll. A megtört párkány sarkain szent Erzsébet és szent Gertrúd figuráit láthatjuk. A falra erősített, ovális oromkép szent Skolasztikát ábrázolja.
- a bal oldali mellékoltár főalakja a feltámadt Krisztus; a képet V. Celesztin pápa és Nagy szent Gergely szobra fogja közre. Fölöttük két szerzetes szent szobra között Krisztus mennybemenetelét festették meg.